# Autorité nationale des jeux
Pour les articles homonymes, voir ANJ.
En France, l’Autorité nationale des jeux (ANJ) est une autorité administrative indépendante, chargée de la régulation des paris sportifs et des jeux d'argent et de hasard, qui relevaient autrefois du monopole de l'État. Les ouvertures à la concurrence en 2010 et 2020 ont nécessité la création de cette autorité. L'ANJ a succédé en 2020 à l'Autorité de régulation des jeux en ligne (ARJEL) créée en 2010.

## Historique
La loi sur la libéralisation et la régulation des jeux d'argent en ligne du 12 mai 2010 crée l’Autorité de régulation des jeux en ligne (ARJEL).
La loi relative à la croissance et la transformation des entreprises du 22 mai 2019, qui privatise la Française des jeux, et l’ordonnance du 2 octobre 2019 réformant la régulation des jeux d'argent et de hasard crée l’Autorité nationale des jeux, notamment réorganisée sur préconisations parlementaires,,.

## Missions
Les missions de l'Autorité sont précisées dans l'ordonnance du 2 octobre 2019 réformant la régulation des jeux d'argent et de hasard.
L’Autorité nationale des jeux veille au respect des objectifs de la politique des jeux pour les jeux et paris sous droits exclusifs, les jeux et paris en ligne soumis à agrément et pour les jeux des casinos et des clubs de jeu. Elle exerce la surveillance des opérations des jeux d'argent et de hasard sous droits exclusifs, ainsi que des jeux ou paris en ligne et participe à la lutte contre les offres illégales de jeu et contre la fraude.
L'exploitation de jeux sous droits exclusifs est soumise à l'autorisation préalable de l'Autorité nationale des jeux. L'Autorité délivre l'agrément pouvant profiter aux opérateurs de jeux ou de paris en ligne. Elle homologue les règlements des jeux autorisés des opérateurs titulaires de droits exclusifs. Ils sont publiés sur son site en ligne, ainsi que sur celui des opérateurs et sont tenus à la disposition des joueurs par ceux-ci dans chaque poste d'enregistrement des jeux de loterie, de paris sportifs ou de paris hippiques. Elle homologue les logiciels de jeux et de paris utilisés par les opérateurs.
Elle rend un avis sur les projets de texte relatifs au secteur des jeux dont elle est saisie et peut proposer les modifications législatives et réglementaires.
Elle participe à la protection des consommateurs et des populations vulnérables. Elle évalue les résultats des actions menées par les opérateurs, casinos et clubs de jeux pour prévenir le jeu excessif ou pathologique et protéger les mineurs. Elle peut, sur le fondement de cette évaluation, leur adresser des prescriptions à ce sujet.
Elle évalue les résultats des actions menées par les opérateurs de jeux ou de paris en ligne et les opérateurs titulaires de droits exclusifs en matière de lutte contre la fraude et contre le blanchiment de capitaux et le financement du terrorisme et peut leur adresser des prescriptions à ce sujet.
Les opérateurs soumettent chaque année à l'approbation de l'Autorité nationale des jeux, leur programme des jeux et paris et rendent compte, à cette occasion, de l'exécution du programme de l'année précédente.
L'Autorité a accès à toutes les données techniques et financières indispensables au contrôle du respect du cahier des charges et peut, à tout moment, procéder aux vérifications utiles. Une convention entre l'Autorité et le ministre de l'intérieur fixe les modalités de la coopération de celle-ci avec le service de la police nationale chargé de la police des jeux. Les enquêtes administratives donnent lieu à l'établissement d'un procès-verbal.

## L'interdiction volontaire de jeu
L'ANJ a la charge de la gestion de l'interdiction volontaire de jeu. Cette démarche anonyme permet au joueur de s'interdire de jeu, ce qui a pour conséquence de l'interdire d'entrer dans un casino ou club de jeux, d'accéder à un site de jeux en ligne agréé et d'accéder aux jeux de la FDJ et du PMU réalisés avec un compte joueur.

## Lutte contre les casinos en ligne
En France, les casinos en ligne sont interdits. L'ANJ lutte ainsi contre cette offre illégale. Depuis mars 2022, l’ANJ dispose d’un pouvoir de blocage administratif et de déréférencement des sites illégaux. Les ordres administratifs de blocage sont désormais plus rapides et moins coûteux. Depuis cette date, 1 500 URL ont été bloquées soit davantage qu’en 12 ans de procédure de blocage judiciaire.

## Composition, organisation, moyens
L'Autorité nationale des jeux comprend un collège, des commissions consultatives spécialisées permanentes, une commission des sanctions et un médiateur.
Le collège est composé de neuf membres nommés pour une durée de six ans à raison de leur compétence économique, juridique, en matière de protection du consommateur, de prévention du jeu excessif ou pathologique, de systèmes d'informations, d'économie numérique et de lutte contre le blanchiment des capitaux et le financement du terrorisme. Le président est nommé par décret du Président de la République ; deux membres nommés respectivement par le président de l'Assemblée nationale et par le président du Sénat, six membres nommés par décret (dont un membre du Conseil d'État ou de la Cour de Cassation et cinq personnalités qualifiées). Les trois commissions consultatives permanentes sont compétentes respectivement pour la prévention du jeu excessif ou pathologique, pour le contrôle des opérations de jeux et pour la lutte contre la fraude et contre le blanchiment des capitaux.
À l'encontre des opérateurs titulaires de droits exclusifs, la commission des sanctions de l'Autorité peut prononcer des sanctions allant de l'avertissement au retrait de l'agrément des dirigeants de l'opérateur en passant par la suspension à titre provisoire, pour une durée d'au plus six mois de l'exploitation du jeu ou de l'ensemble de jeux concerné  ou l'interdiction de l'exploitation du jeu ou de l'ensemble de jeu concerné.
Le budget est inscrit dans le programme budgétaire no 218 : Conduite et Pilotage des politiques économiques et financières rattaché au ministère de l’Économie et des Finances.

## Présidents

### Présidents de l'ARJEL
| Présidents de l'ARJEL | Début du mandat | Fin du mandat   |
| --------------------- | --------------- | --------------- |
| Jean-François Vilotte | 14 mai 2010     | 24 février 2014 |
| Charles Coppolani     | 24 février 2014 | 12 avril 2016   |

### Présidents de l'ANJ
| Présidents de l'ANJ       | Début du mandat | Fin du mandat |
| ------------------------- | --------------- | ------------- |
| Isabelle Falque-Pierrotin | 16 juin 2020    |               |

## Organisation
L'ANJ est organisée de cette façon :
- direction de l'expertise technologique et des systèmes d'information ;
- direction de la prévention du jeu excessif et protection des joueurs ;
- direction contrôle et enquête ;
- service des marchés et de l'innovation ;
- direction Générale ;
- direction Juridique ;
- direction de la communication ;
- service de l'offre de jeu ;
- mission affaires européennes et internationales[11].

## Les opérateurs agréés
Le 8 juin 2010, l'ARJEL a publié le nom des 11 premiers opérateurs qui ont obtenu les 19 premiers agréments pour les paris sportifs et hippiques ainsi que le poker sur Internet.
Pour les paris sportifs on retrouve Betclic, BES SAS, La Française des jeux (Paons Sport) désormais FDJ UNITED, France Pari, Illiad Gaming, le PMU, Sajoo, SPS Betting France et Beturf uniquement pour les paris hippiques. Pour le poker en ligne Betclic, BES SAS, Everest Gaming Limited, le PMU, Sajoo (racheté par Bwin en 2011), SPS Betting France et Winamax ont obtenu l'agrément.
Le 25 juin 2010, 6 nouveaux agréments sont attribués à 5 opérateurs. Il s'agit de LIL Managers limited et Electraworks SAS pour les paris sportifs tandis que pour le poker les opérateurs sont Reel Malta Limited, Iliad Gaming SAS, Partouche Gaming France et Electraworks SAS.
Au 1er juillet 2010, l'ARJEL a donc délivré 25 agréments (pour le poker et/ou les paris sportifs et hippiques) à 16 opérateurs différents.
Au 28 juillet 2010, 11 nouveaux opérateurs sont agréés. 2 opérateurs de turf qui sont GENY INFOS et ZETURF France limited, 2 opérateurs de paris sportifs JEUX 365 et CANALWIN SAS alors que les 7 opérateurs restants vont se partager le marché du poker en ligne : 888 Regulated markets Ltd, AD ASTRA, FULLFUN, LB POKER, Société française de jeux sur Internet, aujourd'hui FDJ UNITED, REKOP Limited et PKR France SAS. Le marché français compte alors 27 opérateurs agréés pour 38 licences.
Entre 2011 et 2014, les opérateurs de jeux d'argent en ligne agréés en France ont connu des difficultés, notamment sur l'offre de poker en ligne, et un certain nombre de sites agréés ARJEL ont fermé leurs portes. Au 28 novembre 2014, 16 opérateurs sont encore en activité avec un total de 30 agréments délivrés (poker et/ou paris sportifs et/ou paris hippiques).
En 2024, l'ANJ compte 16 opérateurs agréés de paris sportifs, hippiques ou poker. 2 opérateurs sont titulaires de droits exclusifs : La Française des Jeux, aujourd'hui FDJ UNITED et le PMU.

## Activité de lobbying auprès de l'Assemblée nationale
L'ARJEL est inscrite comme représentant d'intérêts auprès de l’Assemblée nationale. Elle déclare à ce titre en 2015 un budget global de 9 800 000 euros provenant intégralement du financement public, et indique que les coûts annuels liés aux activités directes de représentation d'intérêts auprès du Parlement n'excèdent pas 10 000 euros.